# Карагужа
Карагужа — река в России, протекает по Хвалынскому району Саратовской области и Радищевскому району Ульяновской области. Устье реки находится в 201 км от устья Терешки по левому берегу. Длина реки — 22 км.

## Данные водного реестра
По данным государственного водного реестра России относится к Нижневолжскому бассейновому округу, водохозяйственный участок реки — Терешка от истока и до устья. Речной бассейн реки — Волга от верховий Куйбышевского водохранилища до впадения в Каспий.
Код объекта в государственном водном реестре — 11010001912112100010349.